# Philippe Biéler
Pour les articles homonymes, voir Biéler.
Philippe Biéler, né le 3 janvier 1954 à Genève, est un juriste et une personnalité politique suisse, membre des Verts. 
Après avoir été secrétaire-général de la Fédération romande de l'Association suisse des locataires dès 1988, il est membre du Conseil d'État du canton de Vaud de 1994 à 2003. Il préside ensuite Patrimoine suisse de 2005 à 2017.

## Biographie

### Origine et famille
Philippe Biéler naît le 3 janvier 1954 à Genève. Il est le fils du professeur de théologie André Biéler et le petit-fils de l'ingénieure Cécile Biéler. 
Il est marié à Simone Mayor, sculptrice. 

### Études
Avant d'entrer à l'université, il travaille pendant deux ans dans une ferme, dans un kibboutz et dans une institution d'éducation. Il effectue des études de droit et de sciences politiques.

### Défense des intérêts des locataires
En 1981, Philippe Biéler est nommé secrétaire de la section vaudoise de l'Association suisse des locataires. Sept ans plus tard, il est nommé secrétaire-général de la Fédération romande de l'Association suisse des locataires en remplacement de Jean Queloz et conserve ce poste jusqu'en 1994,. À la fin des années 1980 et au début des années 1990, il s'engage dans ce cadre contre les hausses répétées des taux hypothécaires décidées par de nombreux établissements bancaires,,.
Lors des élections fédérales de 1991, il se présente au Conseil national sur la liste du Groupement pour l'environnement (GPE) et des observateurs lui prêtent des chances de passer devant la conseillère nationale sortante Irène Gardiol. Il termine finalement en deuxième position sur la liste verte et n'est pas élu.
En 1994, il quitte le poste de secrétaire-général de la Fédération romande de l'Association suisse des locataires après son élection au Conseil d'État. Le Conseiller national genevois Nils de Dardel lui succède.

### Conseiller d'État
En 1994, Philippe Biéler est choisi comme candidat au Conseil d'État, le gouvernement vaudois, par le Groupement pour l'environnement pour les élections cantonales. Il fait liste commune avec les trois candidats socialistes, Daniel Schmutz, Jean Jacques Schwaab et Anne-Marie Depoisier, une première dans le canton de Vaud. Le 20 mars 1994, au terme du second tour, il est élu et devient le premier écologiste à siéger au Conseil d'État, et ce alors qu'il n'a pas été député au Grand Conseil préalablement. Son élection marque la fin de la formule magique vaudoise qui voyait, depuis 1962, l'élection systématique de trois radicaux, deux socialistes, un agrarien et un libéral. Philippe Biéler prend l'un des sièges radicaux, le conseiller d'État sortant Philippe Pidoux n'étant pas réélu.  
Il reprend le Département de la justice, de la police et des affaires militaires, succédant au libéral Claude Ruey qui passe au Département de la santé. En mars 1996, à la suite d'une affaire qui ébranle le département des finances de Pierre-François Veillon, une rocade a lieu au sein du Conseil d'État et il change de département, prenant désormais la tête du Département de la prévoyance sociale et des assurances, jusque-là détenu par Charles Favre.  
En 1998, il assume la présidence du Conseil d'État, une fonction qui est assumée chaque année par un conseiller d'État différent. La même année, il est candidat pour un nouveau mandat lors des élections cantonales du mois de mars. Il termine quatrième lors du premier tour, devançant les autres candidats de gauche et manquant de peu la majorité absolue. Il est réélu lors du second tour qui a lieu le 15 mars et dont il termine en tête.  

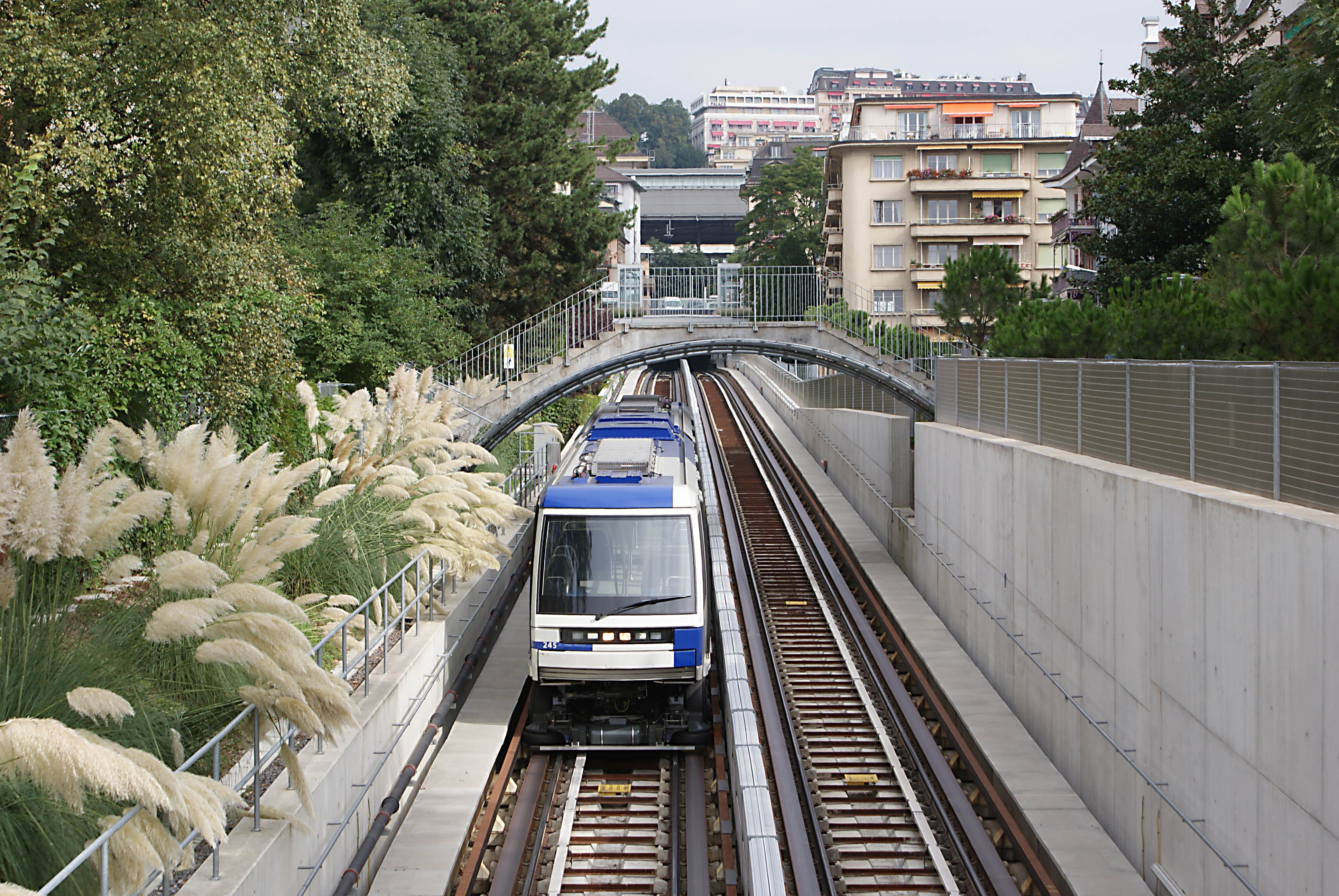
Métro M2 à Lausanne.

Il change de département, quittant le Département de la prévoyance sociale et des assurances pour reprendre le Département des infrastructures. À ce titre, il est l'un des principaux promoteurs de la Ligne M2 du métro de Lausanne, qui sera inaugurée en 2008,. Il réunit également la route et les transports publics dans une même Direction générale de la mobilité et des routes. 
En octobre 1998, avec sa collègue socialiste Francine Jeanprêtre, il rompt la collégialité et appelle la population à refuser le frein à l'endettement, un projet soutenu par le reste du Conseil d'État pour diminuer le déficit. Le 29 novembre, les citoyens vaudois disent non au frein à l'endettement par 54,5 %. 
En juin 1999, il signe un manifeste demandant l'amnistie pour les anciens objecteurs de conscience et un élargissement des missions du Service civil. 
Biéler se présente pour un troisième mandat au Conseil d'État lors des élections cantonales de 2002. Il termine en tête du premier tour, mais, avec 48,4 % des voix, n'atteint pas la majorité absolue. Il est élu au second tour, finissant à nouveau tête, cette-fois ci avec 58 % des voix. À l'issue de la répartition des dicastères, il conserve le Département des infrastructures qu'il dirige depuis 1998. 
Le 20 août 2003, il annonce sa démission du Conseil d'État, invoquant une « grosse fatigue », mais reste en poste jusqu'à l'élection de son successeur, son camarade de parti François Marthaler,,. 

### Engagements après le Conseil d'État

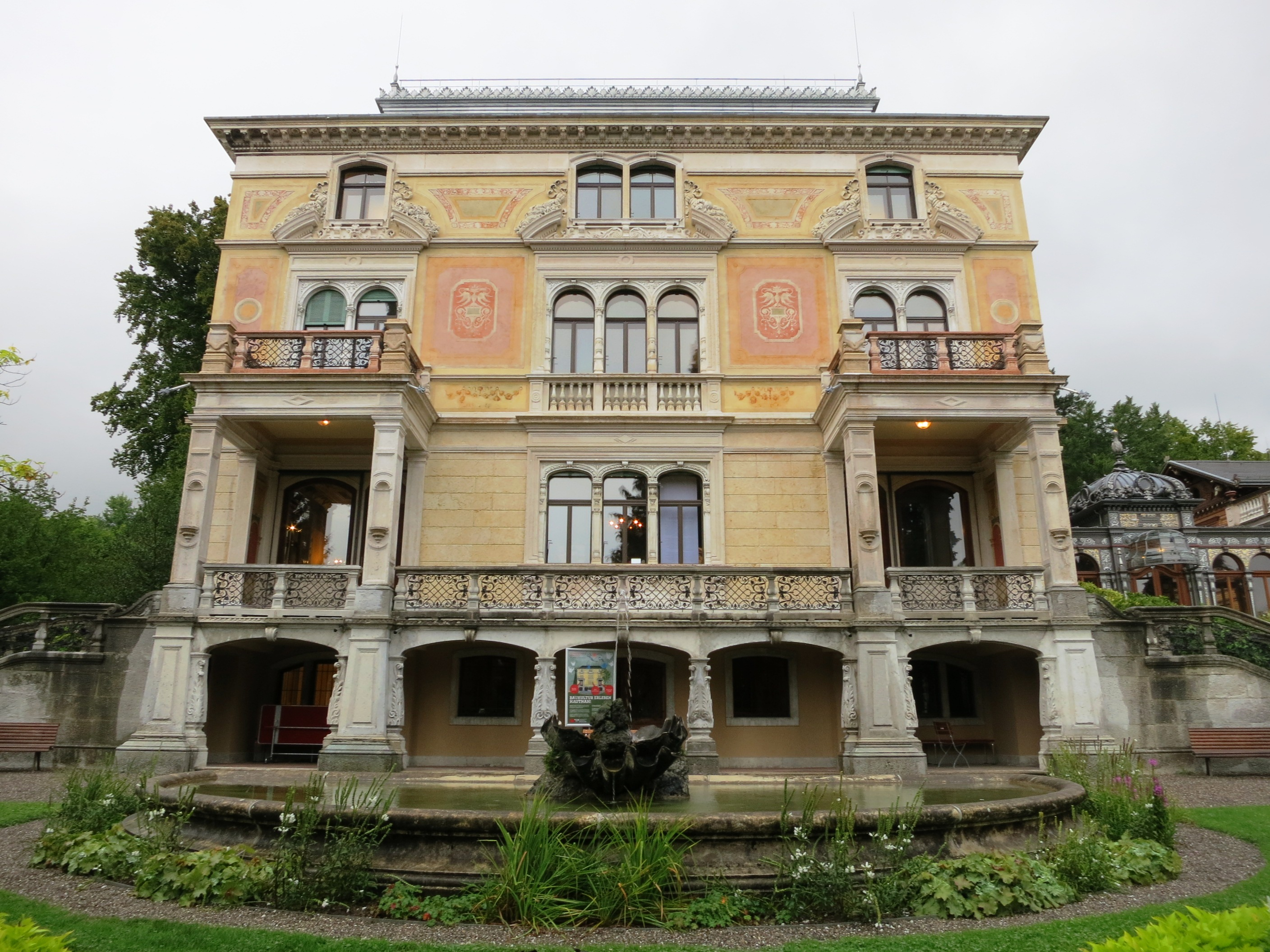
Maison du Patrimoine à Zurich.

Après sa démission du Conseil d'État, Philippe Biéler devient membre de la commission indépendante chargée de surveiller la mise en œuvre de la nouvelle législation sur les offices postaux. 
En juillet 2005, il est élu comme président de l'association Patrimoine suisse, succédant à Caspar Hürlimann. À ce titre, il pilote notamment deux projets : la réalisation d'une Maison du Patrimoine à Zurich et la création de la Fondation Vacances au cœur du patrimoine. Il s'engage également pour la restauration du bateau à vapeur Neuchâtel sur le lac du même nom. En 2008, il combat avec Patrimoine suisse l'initiative du Parti radical-démocratique demandant la suppression du droit de recours des associations écologistes, qui sera refusée en votation. En 2013, il soutient la révision de la Loi sur l'aménagement du territoire (LAT) lors de la campagne de votation populaire. Il quitte la présidence de Patrimoine suisse en 2017, après un mandat de douze ans.
Il est également vice-président de Mobility CarSharing.